# Come On Eileen
Singles de Dexys Midnight Runners
The Celtic Soul Brothers
(1982) Jackie Wilson Said (I'm in Heaven When You Smile)
(1982)
Come On Eileen est une chanson de Dexys Midnight Runners sortie en 1982 en single, ainsi que sur le deuxième album du groupe, Too-Rye-Ay, qui tire son titre des paroles de la chanson. Elle se classe no 1 des ventes au Royaume-Uni, aux États-Unis et  en Suisse et reste la chanson la plus connue du groupe. C'est une chanson centrale dans la série australienne Wakefield.

## Composition musicale et clip
La chanson commence par un air celtique joué au fiddle sur un rythme de batterie, accompagné par la guitare basse et le piano. Une version longue du titre commence par un solo de fiddle jouant la chanson irlandaise Believe Me If All Those Endearing Young Charms de Matthew Locke.
Le chorus est vaguement inspiré de la chanson A Man Like Me du groupe britannique de soul des années soixante Jimmy James and the Vagabonds.
Le pont de Come On Eileen consiste en un contre-chant improvisé qui commence dans un tempo lent et va de plus en plus vite, superposé à un accelerando vocal en fond. L'enchaînement d'accords est en fait le même que dans les couplets mais transposé un ton plus haut.
Au cours de la chanson il y a un certain nombre de changements de tempo et de tonalité :
| Section  | Introduction | Couplet   | Chorus    | Pont      |
| Tonalité | Fa majeur    | Do majeur | Ré majeur | Ré majeur |

Le clip qui a accompagné la sortie du single montre les membres du groupe en t-shirts sans manches sous des salopettes en jean.
Il a été tourné à Londres, dans le quartier situé entre les parcs Archbishop et saint Mary's Churchyard, on reconnait en particulier les rues Brook Drive, Dante et Holyoak sur une longueur de quelques centaines de mètres. Le quartier a changé depuis 1982, on voit dans le clip qu'il était déjà en restructuration, mais certains immeubles y figurant étaient toujours visibles en 2018, rue Brook Drive (numéro 151 au début du clip, 106 à la fin du clip, notamment). Les rues Dante et Holyoak sont, elles, complètement reconstruites, et méconnaissables.

## Succès au hit-parade
Au hit-parade britannique, la chanson est restée quatre semaines numéro un en août 1982. Ce succès ne s'est pas démenti ailleurs dans le monde anglophone : cinq semaines numéro un au Kent Report en Australie et numéro un en avril 1983 au Billboard Hot 100 des États-Unis. C'est un exemple fameux de succès sans lendemain (ou one-hit wonder) aux États-Unis car le groupe n'a jamais réussi à retrouver une telle popularité avec aucun de ses autres titres, alors qu'au Royaume-Uni il avait atteint une deuxième place deux ans plus tôt avec Geno, et a continué à y rencontrer le succès.
Dans un sondage effectué par TV Channel (Channel 4), la chanson a été placée à la 38e place des 100 plus grands singles numéro un de tous les temps. Un sondage similaire de la chaîne musicale VH1 a placé ce titre à la troisième place des 100 Greatest One-hit Wonders de tous les temps.

## Reprises
La chanson a été reprise par des artistes comme Save Ferris (souvent confondu avec No Doubt ou Reel Big Fish), Skyclad, l'Atlantic Canadian band Kilt, Blackthorn, the Japanese band nil, Badly Drawn Boy et plus récemment le groupe français pop/rock Soma.
En juin 2004 au Royaume-Uni, l'air de la chanson a été utilisé par un groupe de fan de football, appelé « 4-4-2 », pour chanter Come On England. Cette version était censée encourager l'équipe d'Angleterre de football pendant l'Euro 2004.
En 2006, la chanson a été reprise par le groupe Hermes House Band en France et a été un succès.
En 2012, le groupe français SOMA reprend le titre dans son second album Nobody's Hotter Than God.
En 2014, la chanson est reprise par le groupe anglais Only The Young, candidat à X Factor.

## Dans la culture
Sauf indication contraire, les informations mentionnées dans cette section peuvent être confirmées par le générique de fin de l'œuvre audiovisuelle présentée ici, ainsi que par la base de données cinématographiques IMDb,  présente dans la section « Liens externes ».
La chanson figure dans la bande originale de Nos 18 ans de Frédéric Berthe en 2008, ainsi que dans la bande originale du film The Perk of being a Walflower (Le monde de Charlie en français), en 2012. La chanson est également utilisée dans le film Rainbow Warrior, dans le film This is England de Shane Meadows (2007), ou dans les séries Les Allumés, Un, dos, tres, et The Preacher (2ème saison, 1er épisode).

## Anecdotes
- « Eileen » telle qu'elle apparaît dans le clip et sur la couverture de la pochette est Marie Fahey, la sœur de Siobhan Fahey, l'ancienne chanteuse de Bananarama et Shakespear's Sister. Le chanteur américain Johnnie Ray, un des premiers crooners du rock-and-roll, apparaît également dans le clip et est nommé dans la première phrase du premier couplet de la chanson.
- Shelton a été exclu du groupe pendant le tournage du clip de Come On Eileen. Rowland avait ordonné à ses camarades de ne pas se laver ni se raser. Shelton n'a pas suivi ces instructions et Rowland l'a renvoyé. C'est la raison pour laquelle il n'apparaît pas à la fin du clip.
- La chanson a été employée pour réveiller l'équipage de la navette spatiale Discovery en août 2005 en l'honneur du commandant de bord Eileen Collins. L'équipe du centre de contrôle a sélectionné cette chanson pour rappeler aux membres de la navette « qu'il est temps que vous rentriez sur la planète Terre » (retour d'ailleurs retardé en raison de mauvaises conditions météorologiques).
- La cyber entreprise T-Shirt Hell a proposé un t-shirt portant l'inscription I came on Eileen. Il s'agit d'un double sens[4].
- Il est courant d'entendre que la chanson a été écrite ou reprise par The Cure ou The Clash. Ce qui n'est absolument pas le cas.
- La formule Come On Eileen est utilisée comme refrain dans la chanson Me and my Black Metal Friends d'Atom And His Package.
- La chanson a été parodiée dans le film Clerks sous la forme d'un film porno intitulé Cum On Eileen. Un site internet porte d'ailleurs réellement ce nom.
- Une friperie vintage se situant dans le quatrième arrondissement de Paris porte ce nom.

## Musiciens (membres du groupe)
- Kevin Rowland : chant
- Billy Adams : banjo et chœurs
- Giorgio Kilkenny : basse et chœurs
- Seb Shelton : batterie et chœurs
- Micky Billingham : piano, accordéon et chœurs
- Helen O'Hara : fiddle
- Steve Brennan : fiddle
- Roger MacDuff : fiddle
- « Big » Jim Paterson : trombone
- Paul Speare : saxophone ténor
- Brian Maurice : saxophone alto